# Combustió

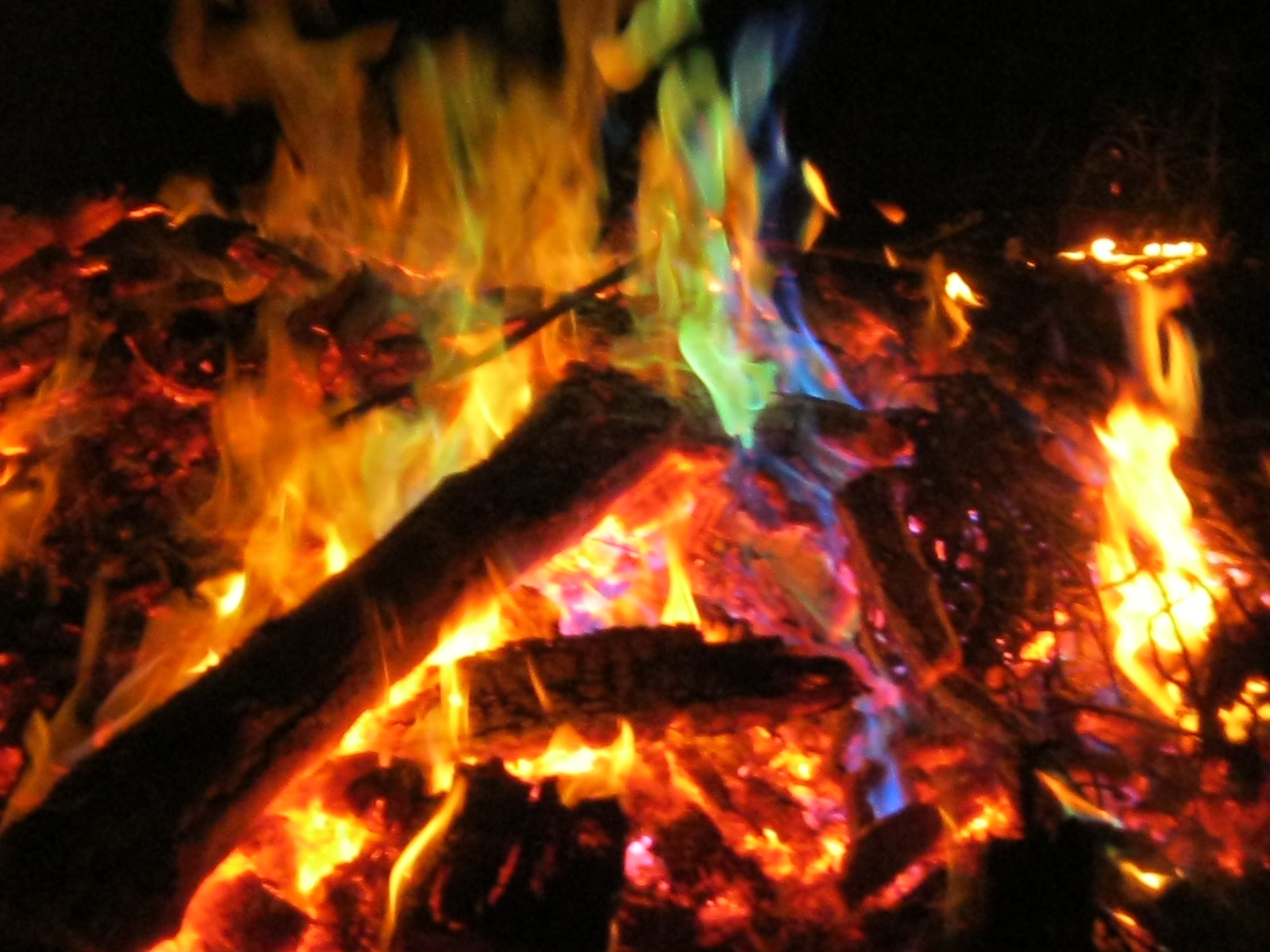
Combustió del coure

La combustió és una reacció química exotèrmica d'una substància, o mescla de substàncies, anomenades combustible amb l'oxigen. Els tipus més freqüents de combustible són els materials orgànics que contenen carboni i hidrogen. És característica, d'aquesta reacció, la formació d'una flama, que és la massa gasosa incandescent que emet llum i calor, que està en contacte amb la substància combustible. A més a més, produeix un òxid. La reacció de combustió pot portar-se a terme directament amb el dioxigen o bé amb una mescla de substàncies que continguin àtoms d'oxigen, aquestes s'anomenen comburent, sent l'aire atmosfèric el comburent més habitual. La reacció del combustible amb l'oxigen origina substàncies gasoses entre les quals les més comunes són el CO₂ i H₂O. Es denomina de forma genèrica productes, fum o gasos de combustió. És important destacar que el combustible només reacciona amb l'oxigen i no amb el nitrogen, l'altre compost majoritari de l'aire. Per tant, el nitrogen de l'aire passarà íntegrament als productes de combustió sense reaccionar.

## Equació química
Centrant-se en la química, s'anomena combustió a la reacció que es produeix entre un material oxidable i l′oxigen, fluor, clor, etc., i l'oxigen es torna reductor davant del fluor pel diferencial d'electronegativitat del fluor que és de 4 i l'oxigen de 3.38 (3.5 a l'escala de Pauling), la qual es revela a través de les flames i genera l'alliberament d'energia. Dit altrament: la combustió implica l'oxidació d'un element mitjançant un procés que es fa visible pel foc i que inclou el despreniment d'energia com a llum i calor.
D'ara endavant, tot fa referència a la teoria clàssica. En la realitat, en lloc d'oxigen pur, la reacció es produeix amb presència d'aire, que normalment, per simplificar els càlculs, se'l considera amb una composició en volum; de 21% d'oxigen i 79% de nitrogen.
Normalment, l'equació química de la combustió d'un hidrocarbur tipus amb oxigen és així:
CxHy + (x + y/4)O₂ → xCO₂ + (y/2)H₂O
Per exemple la combustió del propà és:
C₃H₈ + 5O₂ → 3CO₂ + 4H₂O

## Tipus de combustió
D'acord amb com es produeixen les reaccions de combustió, aquestes poden ser de diferents tipus.
1. Combustió completa: té lloc quan les substàncies combustibles reaccionen fins al màxim grau possible d'oxidació. En aquest cas no hi haurà presència de substàncies combustibles en els productes de la reacció.
2. Combustió incompleta: es produeix quan no s'arriba al grau màxim d'oxidació i hi ha presència de substàncies combustibles en els gasos de la reacció.
3. Combustió estequiomètrica o teòrica: és la combustió que es duu a terme amb la quantitat mínima d'aire perquè no existeixin substàncies combustibles en els gasos de reacció. En aquest tipus de combustió no hi ha presència d'oxigen en els fums, a causa del fet que aquest s'ha emprat íntegrament en la reacció.
4. Combustió amb excés d'aire: és la reacció que es produeix amb una quantitat d'aire superior al mínim necessari. Quan s'utilitza un excés d'aire, la combustió tendeix a no produir substàncies combustibles en els gasos de reacció. En aquest tipus de combustió és típica la presència d'oxigen en els gasos de combustió. La raó per la qual s'utilitza, normalment, un excés d'aire és fer reaccionar completament el combustible disponible en el procés.
5. Combustió amb defecte d'aire: és la reacció que es produeix amb una menor quantitat d'aire que el mínim necessari. En aquest tipus de reacció és característica la presència de substàncies combustibles en els gasos de reacció.

### Combustió completa
Com s'ha mencionat anteriorment, en la combustió completa es cremen les substàncies combustibles del combustible fins al màxim grau d'oxidació. En aquest tipus de reacció no es troben substàncies combustibles en els productes de combustió. Les reaccions químiques que s'utilitzen en l'estudi de les combustions tècniques tant si s'utilitza aire o oxigen, són molt senzilles i les principals són:
C + O₂ → CO₂
CO + ½ O₂ → CO₂
H₂ + ½ O₂ → H₂O
S + O₂ → SO₂
SH₂ + 3/2 O₂ → SO₂ + H₂O
Aquestes reaccions corresponen a reaccions completes de substàncies que poden formar part en un combustible gasos, líquid o sòlid i s'expressen per 1mol o 1kmol de substància combustible.
Totes aquestes reaccions s'utilitzen per efectuar un balanç màssic complet d'una reacció de combustió.

### Combustió incompleta
Aquest tipus de reacció es caracteritzen per la presència de substàncies no cremades en els productes de combustió. Aquestes substàncies, generalment, són carbonis com el sutge, CO, H₂, i també poden aparèixer petites quantitats dels hidrocarburs que s'utilitzen com a combustibles.
En el cas de la reacció de combustió en la que únicament es produeix CO en els gasos de combustió, es coneix amb el nom de combustió de Ostwald i la reacció que produeix CO i H2 es coneix com a combustió de Kissel. Aquestes denominacions deriven de l'ús dels diagrames d'aquest autors utilitzats per determinar les respectives reaccions de combustió, sent evident que la reacció de Ostwald és un cas particular de la reacció de Kissel. A la pràctica, s'ha de tenir especial atenció en els ambients en què es puguin desenvolupar aquest tipus de reaccions. Un cas pràctic i molt conegut és la combustió incompleta d'un motor d'un automòbil, un braser. Donada la generació de CO en aquest tipus de reaccions, que es presenta com un gas imperceptible per l'olfacte, s'ha de tenir especial atenció en la ventilació dels ambients on es doni, ja que el CO és un element nociu pel cos humà i pot produir la mort, deguda al bloqueig del transport d'oxigen, generat per la molècula hemoglobina, una proteïna complexa present en la sang, on el CO exerceix un efecte competitiu amb l'oxigen, produint la carboxihemoglobina i impedint la transferència i el transport d'oxigen al cos, produint la mort deguda a una anòxia cerebral.
REACCÓ INCOMPLETA D'UN HIDROCARBUR AMB OXIGEN
zCxHy + z • (x/2 + y/4) O₂ → z• xCO + ((z*y)/2)H₂O
Per exemple la combustió incompleta del propà
2 C₃H₈ + 7 O₂ → 2C + 2 CO + 8 H₂O + 2CO₂

## Productes de la combustió
Entre les substàncies més comunes que es poden trobar en els productes o fum de la reacció es troben:
1. -	Diòxid de carboni (CO₂)
2. -	Aigua (H₂O com a vapor d'aigua)
3. -	Nitrogen (N₂)
4. -	Oxigen (O₂)
5. -	Monòxid de carboni (CO)
6. -	Hidrogen (H₂)
7. -	Carboni en forma de sutge
8. -	Diòxid de sofre (SO₂)
9. - Òxids de nitrogen (NOx)
10. -	Cendres
11. -	Hidrocarburs
12. - Dioxines
13. - Hidrocarburs aromàtics policíclics (PAH)

La composició d'aquests productes dependrà dels tipus de combustible utilitzat, de la relació d'aire combustible, de l'estat d'operació de l'equip i de les condicions en què s'efectuï la combustió. La major part d'aquest productes són invisibles i l'aparició de fums foscos és senyal que s'opera a baixa temperatura o amb insuficiència d'oxigen.

## Fases de la combustió
Les reaccions de combustió són en realitat molt més complexes del que pot semblar, principalment a causa de l'enorme rapidesa amb què se succeeixen les diferents etapes. Fins a la flama més simple és el resultat de moltes reaccions químiques gairebé simultànies, l'estudi de les quals requereix la resolució de problemes d'aerodinàmica, de conducció de calor i de difusió molecular. La teoria clàssica simplifica tot aquest procés atenent més el resultat final que la dinàmica del procés.
Els tres components indicats no es troben com a components purs, sinó que formen part d'un compost que generalment coneixem com a hidrocarbur. El procés de combustió es fa en tres fases:
- En una primera fase es produeix una prereacció en què els hidrocarburs es descomponen per reaccionar amb l'oxigen, formant uns compostos inestables que reben el nom de radicals.
- La segona fase és la d'oxidació, en què s'allibera la major part de la calor.
- A la tercera es completa l'oxidació i es formen els productes estables que seran els components dels gasos de combustió.

A la primera fase, els radicals formats són molt actius i enormement inestables, de manera que es produeixen reaccions en cadena en què aquests evolucionen i desapareixen d'una forma equilibrada. Quan els radicals es formen a una velocitat superior a la que reaccionen posteriorment, la seva acumulació provoca una reacció massiva i violenta amb l'oxigen que es coneix com a explosió. L'ona expansiva que es produeix per l'alliberament sobtat d'energia, pot assolir velocitats de transmissió superiors a 2.500 m/s i sol estar acompanyada d'una detonació. Quan la velocitat de propagació és inferior a la del so, no hi ha explosió i la reacció sobtada es coneix com a deflagració.

## Poder calorífic
El poder calorífic és la quantitat de calor que, per la massa total, emet una substància al patir un procés de combustió. Es defineix com la quantitat de calor que pot donar un cos.
Hom pot distingir entre el poder calorífic superior, sense considerar la correcció per humitat, i el poder calorífic inferior, que sí que la té en compte. Es mesura amb un calorímetre.

## Teoria de la flama

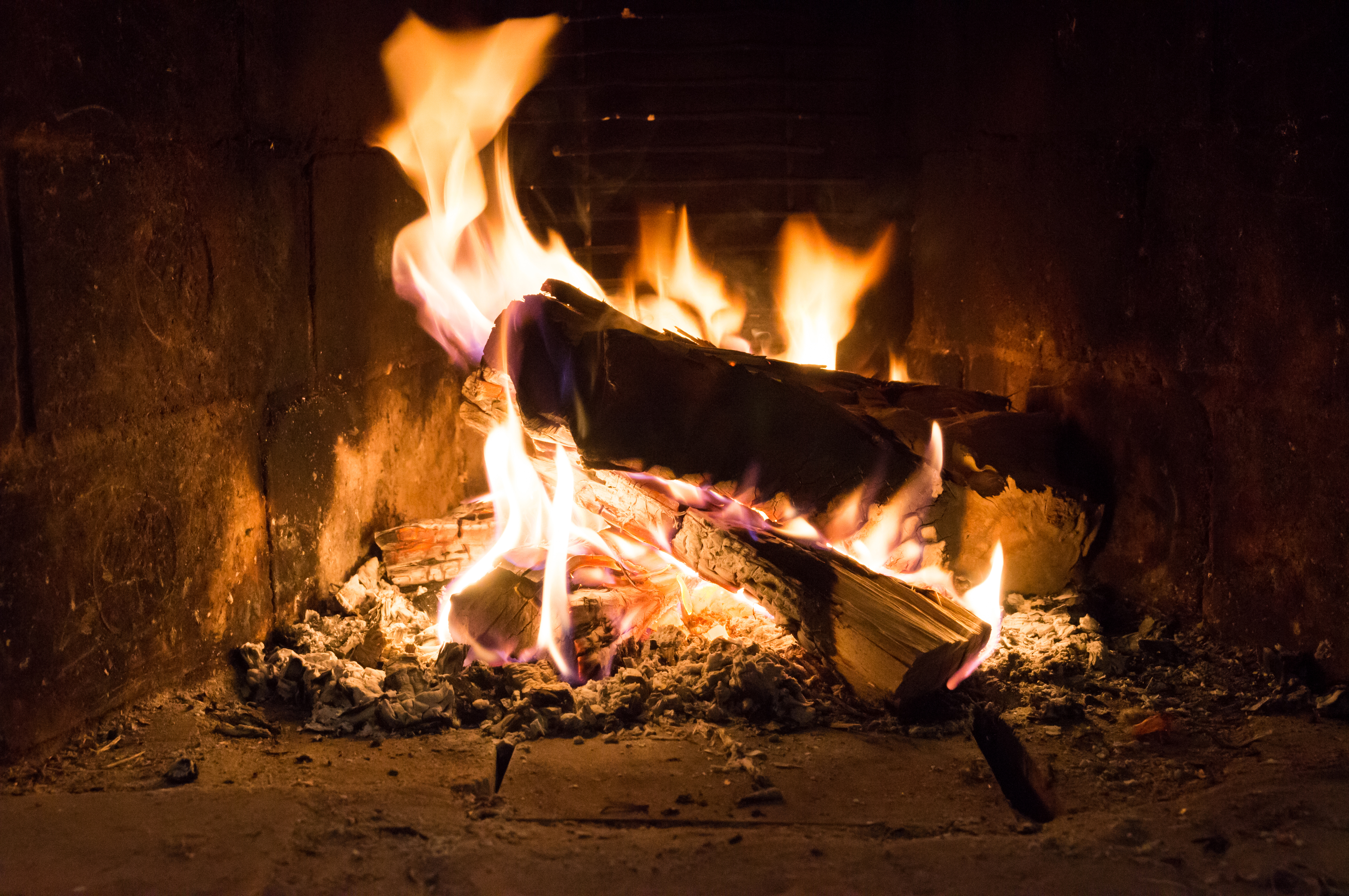
Les flames són reaccions de combustió en moviment, a velocitats inferiors a la del so.

La flama pot definir-se com una reacció de combustió que es propaga a través de l'espai, a velocitat inferior a la del so. El concepte de flama implica el de moviment i, per tant, un front d'avanç de la reacció anomenat 'front de flama'.
La forma que té la flama, o massa de combustible en combustió, depèn del mitjà tècnic que prepara el combustible, el comburent, la barreja de tots dos i aporta l'energia d'activació, que és el cremador.
Perquè tingui lloc la combustió s'ha d'assolir la temperatura d'ignició, molt superior a la del punt d'inflamació que és aquella en què el combustible està en condicions d'iniciar la combustió, però si es retira l'energia d'activació, la flama s'apaga. A partir d'això, totes les reaccions de combustió en les diferents fases tenen lloc en aquest medi gasós que és la flama. Un cop iniciada, si s'aporten el combustible i el comburent suficient, a la mateixa velocitat amb què es propaga el front de flama, la flama s'estabilitza i persisteix, encara que es retiri l'energia d'activació inicial.
La velocitat de propagació de la flama depèn de cada combustible, del major o menor grau de puresa i de l'excés d'aire amb què s'efectua la combustió. La temperatura de la flama depèn del poder calorífic, de l'excés d'aire i del tipus de llar o cambra de combustió. Es coneix com temperatura teòrica de flama adiabàtica a la temperatura més alta que es pot obtenir d'un combustible, que s'assoleix quan no hi ha excés d'aire. Pel que fa al color, depèn del combustible. En general, es pot dir que ha de ser clara i lluminosa, sense productes fumejants. Quan hi ha manca d'aire, la flama s'enfosqueix i fumeja a causa de partícules de carboni incandescents.

## Aplicacions
Les reaccions de combustió són molt útils per la indústria de processos, ja que permeten disposar d'energia per altres usos i generalment es realitza en equips de processos com forns, calderes i tota mena de cambres de combustió. En aquests equips s'utilitzen diferents tecnologies i dispositius per dur a terme les reaccions de combustió. Un dispositiu molt comú denominat cremador, produeix una flama característica per cada combustible emprat. Aquest dispositiu ha de barrejar el combustible i un agent oxidant (comburent) en proporcions que es trobin dins dels límits d'inflamabilitat per l'encesa i així obtenir una combustió constant. A més a més, ha d'assegurar el funcionament continu sense permetre una discontinuïtat en el sistema d'alimentació del combustible o el desplaçament de la flama a una regió de baixa temperatura on s'apagaria. És important comprendre que com a resultat d'una combustió mitjançant l'operació d'aquest dispositius, es pot produir substàncies nocives i contaminants, els quals han de ser perfectament controlades, reduint-les a concentracions permeses o eliminades, d'acord amb la legislació vigent sobre el tema.

## Problemes associats a la combustió incompleta

### Problemes mediambientals
Els òxids es combinen amb l'aigua i l'oxigen de l'atmosfera, creant àcid nítric i àcid sulfúric, que tornen a la superfície de la Terra en forma de deposició àcida, o "pluja àcida". La deposició àcida perjudica els organismes aquàtics i mata els arbres. En formar certs nutrients menys disponibles per a les plantes, com el calci i el fòsfor, redueix la productivitat de l'ecosistema i de les explotacions agrícoles. Un altre problema associat als òxids de nitrogen és que, juntament amb els hidrocarburs contaminants, contribueixen a la formació d'ozó troposfèric, un dels principals components del smog.

### Problemes per a la salut humana
Respirar monòxid de carboni provoca mal de cap, marejos, vòmits i nàusees. Si els nivells de monòxid de carboni són prou alts, les persones perden el coneixement o moren. L'exposició a nivells moderats i alts de monòxid de carboni durant períodes perllongats està correlacionada positivament amb el risc de cardiopaties. Les persones que sobreviuen a una intoxicació greu per monòxid de carboni poden patir problemes de salut a llarg termini. El monòxid de carboni de l'aire s'absorbeix als pulmons i s'uneix a l'hemoglobina dels glòbuls vermells. Això reduiria la capacitat dels glòbuls vermells per transportar oxigen per tot el cos.

### Foc cremat
La combustió lenta, a baixa temperatura i sense flama, és una forma de combustió sostinguda per la calor generada quan l'oxigen ataca directament la superfície d'un combustible en fase condensada. Es tracta d'una reacció de combustió incompleta. Entre els materials sòlids que poden mantenir una reacció de combustió lenta s'inclouen el carbó, la cel·lulosa, la fusta, el cotó, el tabac, la torba, els fems, l'humus, les escumes sintètiques, els polímers carbonitzats (inclosa l'escuma de poliuretà) i la pols. Exemples comuns de fenòmens de combustió lenta són l'inici d'incendis residencials en mobles entapissats per fonts de calor febles (per exemple, un cigarret, un cable curtcircuitat) i la combustió persistent de biomassa darrere dels fronts flamejants dels incendis forestals.